# Velenje (gemeente)
Velenje (Duits: Wöllan) is een stadsgemeente in de Sloveense regio Savinjska en telt 33.331 inwoners (2002).
Velenje ligt aan de Paka.

## Plaatsen in de gemeente
Arnače, Bevče, Črnova, Hrastovec, Janškovo selo, Kavče, Laze, Lipje, Lopatnik, Lopatnik pri Velenju, Ložnica, Paka pri Velenju, Paški Kozjak, Pirešica, Plešivec, Podgorje, Podkraj pri Velenju, Prelska, Silova, Šenbric, Škale, Škalske Cirkovce, Šmartinske Cirkovce, Velenje, Vinska Gora
Bistrica ob Sotli · Braslovče · Celje · Dobje · Dobrna · Gornji Grad · Kozje · Laško · Ljubno · Luče · Mozirje · Nazarje · Podčetrtek · Polzela · Prebold · Radeče · Rečica ob Savinji · Rogaška Slatina · Rogatec · Šentjur pri Celju · Slovenske Konjice · Šmarje pri Jelšah · Šmartno ob Paki · Solčava · Šoštanj · Štore · Tabor · Velenje · Vitanje · Vojnik · Vransko · Žalec · Zreče
1. ↑  "Prebivalstvo po starosti in spolu, občine, Slovenija, polletno". Statistični urad Republike Slovenije. Geraadpleegd op 18 april 2021.